# Xenia Stad-de Jong
Xenia Stad-de Jong (ur. 4 marca 1922 w Semarang, Holenderskie Indie Wschodnie, zm. 3 kwietnia 2012 w Zoetermeer) – holenderska lekkoatletka, sprinterka, mistrzyni olimpijska. 

## Kariera sportowa
Największym osiągnięciem Stad-de Jong był złoty medal Igrzysk Olimpijskich w Londynie w 1948 w sztafecie 4 × 100 metrów. Złoto zdobyła razem z koleżankami z reprezentacji: Nettie Witziers-Timmer, Gerdą van der Kade-Koudijs i Fanny Blankers-Koen.
Dwa lata później na mistrzostwach Europy zajęła w sztafecie 4 × 100 m drugie miejsce.